# Галл, Ян

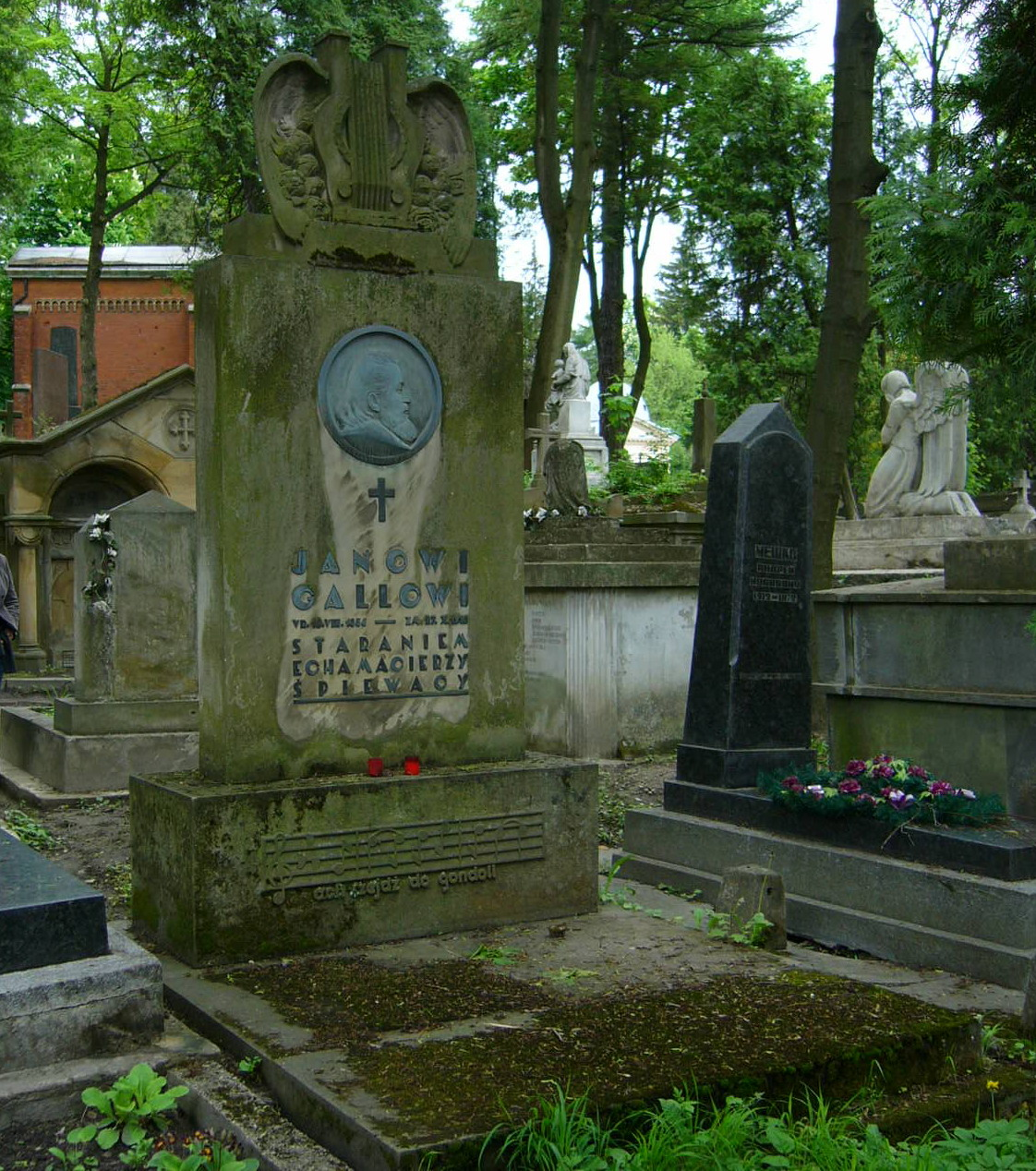
Могила композитора Яна Галла на Лычаковском кладбище во Львове

Ян Галл (пол. Jan Gall ; 1856,Варшава —  1912, Львов) — польский композитор и хоровой дирижер, педагог и музыкальный критик.

## Биография
Ян Галл обучался в Венской консерватории у педагога Франца Кренна (композиция), продолжил музыкальное образование по классу фортепиано, органа и композиции у Йозефа Райнбергера в Мюнхенской консерватории, а затем в Миланской консерватории им. Дж. Верди у Франческо Ламперти по классу пения.
В 1880 был принят дирижёром Галицкого музыкального общества во Львове (теперь Украина).
В 1891—1895 — профессор пения Краковской консерватории, а с 1892 — дирижёр хорового общества «Эхо» во Львове.
С 1896 до конца жизни проживал во Львове.
Композитор Я. Галл писал в основном песенную музыку. Им создано около 400 песен, обработок хоровой народной музыки, квинтетов и пр. Написаны опера «Barkarola» (1884), кантаты и миниатюры для фортепиано, вокальные терцеты, квартеты, а также обработки польских народных песен.
Его композиции в то время пользовались большой популярностью.
Похоронен на Лычаковском кладбище.